# Bal-Sagoth
A Bal-Sagoth angol szimfonikus black metal zenekar. Lemezeiket korábban a Cacophonous Records, jelenleg a Nuclear Blast jelenteti meg.

## Története
1989-ben alakultak Sheffield-ben. Nevüket Robert E. Howard író "The Gods of Bal-Sagoth" című történetéről kapták. Pályafutásuk elején még black metal/death metal zenekar voltak, szimfonikus hangzással, az évek során azonban áttértek a "sima" szimfonikus black metal műfajra. Byron Roberts frontember több írótól is ihletett merített a zenekar szövegeihez, pl.: Robert E. Howard, J.R.R. Tolkien, H.P. Lovecraft. Roberts elképzelése az volt, hogy saját "fantasy birodalmat" hozzon létre a szövegekben. Először egy demót rögzítettek 1993-ban, amely felkeltette a Cacophonous Records figyelmét. Az akkori felállás a következő volt: Byron Roberts - éneklés, Chris Maudling - gitár, Jonny Maudling - dob, Jason Porter - basszusgitár, Vincent Crabtree - billentyűk. Első nagylemezüket 1995-ben adták ki. 1996-ban már a második stúdióalbumuk is megjelent. Míg az első lemezükön hagyományos death/black metal hangzás volt hallható, addig a második albumukat már a szimfonikus hangzás jellemezte, még egy virtuális szimfonikus zenekar is szerepelt az albumon. Ez az "anyag" meghatározta a Bal-Sagoth későbbi hangzásvilágát is.
1997-ben nekiláttak a harmadik stúdióalbum rögzítésének, amely 1998-ban került a boltok polcaira. 1999-es, következő lemezüket már a Nuclear Blast jelentette meg. 2001-ben és 2006-ban is piacra dobtak nagylemezeket.

## Tagok
- Byron Roberts - éneklés (1989-)
- Jonny Maudling - dobok (1993-1998), billentyűk (1998-)
- Chris Maudling - gitár (1993-), basszusgitár (1993-1998)
- Paul Jackson - dobok (2006-)
- Alistair MacLatchy - basszusgitár (2010-)

Korábbi tagok:
- Vincent Crabtree - billentyűk (1993-1995)
- Dave Mackintosh - dobok (1998-2004)
- Dan Mullins - dobok (2004-2006)
- Mark Greenwell - basszusgitár (1998-2010)

## Diszkográfia
- Apocryphal Tales (demó, 1993)
- A Black Moon Broods Over Lemuria (1995)
- Starfire Burning Upon the Ice-Veiled Throne of Ultima Thule (1996)
- Battle Magic (1998)
- The Power Cosmic (1999)
- Atlantis Ascendant (2001)
- The Chthonic Chronicles (2006)